# Rete alimentare

Una rete alimentare

Una rete alimentare (o rete trofica) è la rete dei flussi di materia ed energia tra i componenti di un ecosistema. In parole più semplici, indica "chi mangia chi" all'interno di un ecosistema. È composta da nodi, che corrispondono ai componenti dell'ecosistema, collegati tra loro da relazioni trofiche (ad esempio, una preda e un predatore sono nodi collegati da un rapporto di predazione). Le relazioni tra un nodo e l'altro sono orientate secondo il flusso di materia ed energia (ad esempio, materia ed energia fluiscono generalmente dalla preda al predatore, e non viceversa).

## Struttura delle reti alimentari
Ogni organismo vivente ha bisogno di una fonte di energia per svolgere il proprio metabolismo, per accrescersi e per riprodursi; questa fonte di energia può essere abiotica (principalmente la luce del sole, ma in rari casi anche l'energia chimica contenuta in alcuni composti inorganici), oppure può essere costituita da altri organismi, o da loro resti o scarti (ad esempio nel caso di erbivori, predatori, parassiti o decompositori). L'energia assimilata viene in parte dispersa sotto forma di calore, in parte accumulata sotto forma di energia chimica, a disposizione di altri organismi che a loro volta la sfrutteranno come fonte di energia.
Gli organismi hanno anche bisogno di assimilare nutrienti, e anch'essi possono provenire fonti abiotiche, sotto forma di composti inorganici semplici come CO2 e N2 (in questo caso l'organismo si dice autotrofo), oppure da altri organismi, loro resti o scarti (in questo caso l'organismo è un eterotrofo). I nutrienti assimilati possono essere liberati sotto forma di composti inorganici semplici (a disposizione per altri organismi autotrofi), oppure accumulati sotto forma di composti organici (a disposizione per altri organismi eterotrofi).
In una rete alimentare possiamo trovare dei nodi basali, cioè delle specie che non ricavano energia da nessun altro nodo della rete, ad esempio organismi autotrofi fotosintetici, che ricavano energia dalla luce solare, o detritivori che si nutrono di detrito che arriva da altri ecosistemi.
I nodi basali formano il primo livello trofico, i nodi che ricavano energia dai nodi basali (ad esempio, gli erbivori) sono il secondo livello trofico, i nodi che ricavano energia dal secondo livello trofico (ad esempio, i carnivori che si nutrono di erbivori) sono il terzo livello trofico, e così via. Il livello trofico di un nodo indica quindi il numero di nodi che materia ed energia devono attraversare per andare dai nodi basali al nodo in questione.
All'interno di una rete alimentare si possono individuare una o più catene alimentari, cioè percorsi che collegano due nodi della rete seguendo le relazioni trofiche. Ad esempio, in una rete trofica composta da erba, conigli e vacche che mangiano l'erba, e uomo che mangia conigli e vacche, è possibile individuare una catena alimentare che va dall'erba all'uomo passando per i conigli, e un'altra che va dall'erba all'uomo passando per le vacche.
Spesso, per semplicità, più specie diverse, accomunate dall'avere le stesse prede e gli stessi predatori, sono riunite in un'unica specie trofica. Ad esempio, specie trofiche potrebbero essere i batteri, i parassiti, i predatori, i produttori primari, i decompositori.

## Funzionamento delle reti alimentari

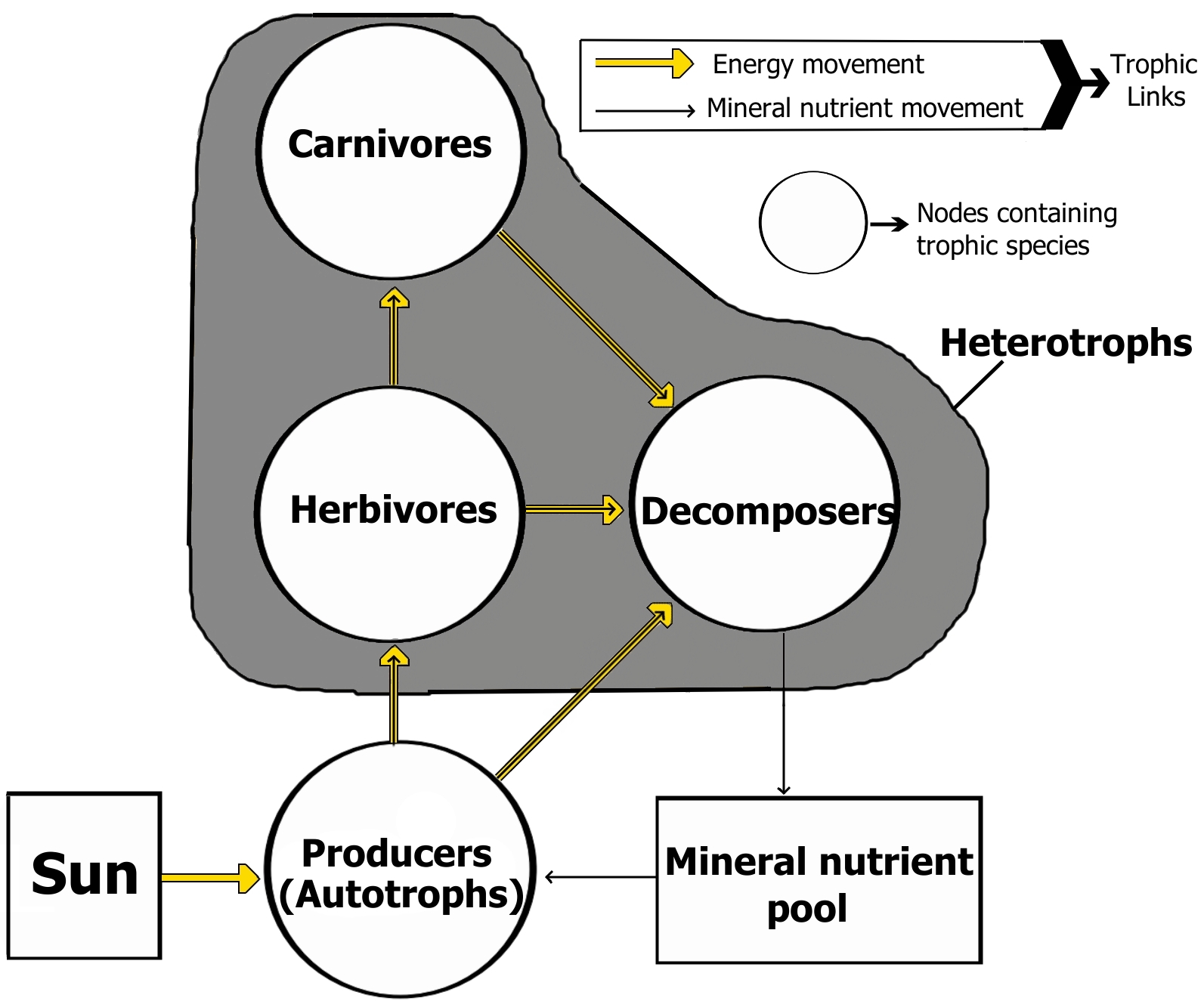
Una rete trofica semplificata, dove gli organismi sono riuniti in quattro specie trofiche (produttori, erbivori, carnivori, decompositori). I cerchi indicano le specie trofiche e le frecce indicano le relazioni trofiche. Le frecce nere indicano il flusso ciclico dei nutrienti, le frecce gialle indicano il flusso unidirezionale dell'energia.

In una rete alimentare circolano materia ed energia. Rispetto alla materia, la rete può essere chiusa, nel caso non ci sia ingresso o uscita di materia dalla rete, e tutta la materia sia riciclata all'interno della rete stessa, o aperta, nel caso una porzione più o meno grande del flusso di materia della rete provenga dall'esterno e/o venga allontanata dalla rete. Un esempio di rete dove la materia viene riciclata all'interno del sistema è un'oasi nel deserto: organismi erbivori vengono si nutrono dei vegetali presenti, vengono a loro volta mangiati da organismi carnivori, i resti di tutti questi organismi vengono trasformati da organismi decompositori in nutrienti inorganici, e questi ultimi vengono utilizzati dai vegetali per produrre nuova materia organica. Viceversa, un esempio di rete dove la materia entra ed esce è l'ecosistema fluviale: il fiume e i suoi affluenti trasportano detriti organico all'interno dell'ecosistema, qui il detrito alimenta le popolazioni di detritivori, che sono a loro volta mangiati da organismi carnivori, e i resti di tutti questi organismi vengono allontanati dall'ecosistema dalla corrente del fiume.
Ogni organismo assimila energia sotto forma di luce o energia chimica di composti organici o inorganici, e ne disperde buona parte sotto forma di calore: per questo motivo, l'energia non può essere completamente riciclata all'interno di una rete alimentare, e deve necessariamente esserci una fonte di energia esterna. Questa fonte può essere la luce solare, la materia organica proveniente da altri ecosistemi, o in rari casi l'energia chimica di composti inorganici come i solfuri. Un'altra conseguenza è che l'energia disponibile per ogni livello trofico cala ad ogni livello, dal primo verso i livelli seguenti: il primo livello trofico ha a disposizione l'energia fornita dalla fonte esterna all'ecosistema (ad esempio, i vegetali fotosintetici hanno a disposizione l'energia della radiazione solare); il secondo livello trofico ha a disposizione l'energia accumulata dal primo livello trofico e non dispersa sotto forma di calore (ad esempio, gli erbivori hanno a disposizione l'energia chimica contenuta nella biomassa vegetale); il terzo livello trofico ha a disposizione l'energia accumulata e non dispersa dal secondo livello, e così via. In media, ogni livello trofico riesce ad assimilare soltanto il 10% dell'energia assimilata dal livello trofico precedente, anche se questo valore può oscillare da meno di 1% nel caso di animali che si nutrono solo di poche parti di piante specifiche, al 40% nel caso di zooplancton che si nutre di fitoplancton.

### Piramidi ecologiche

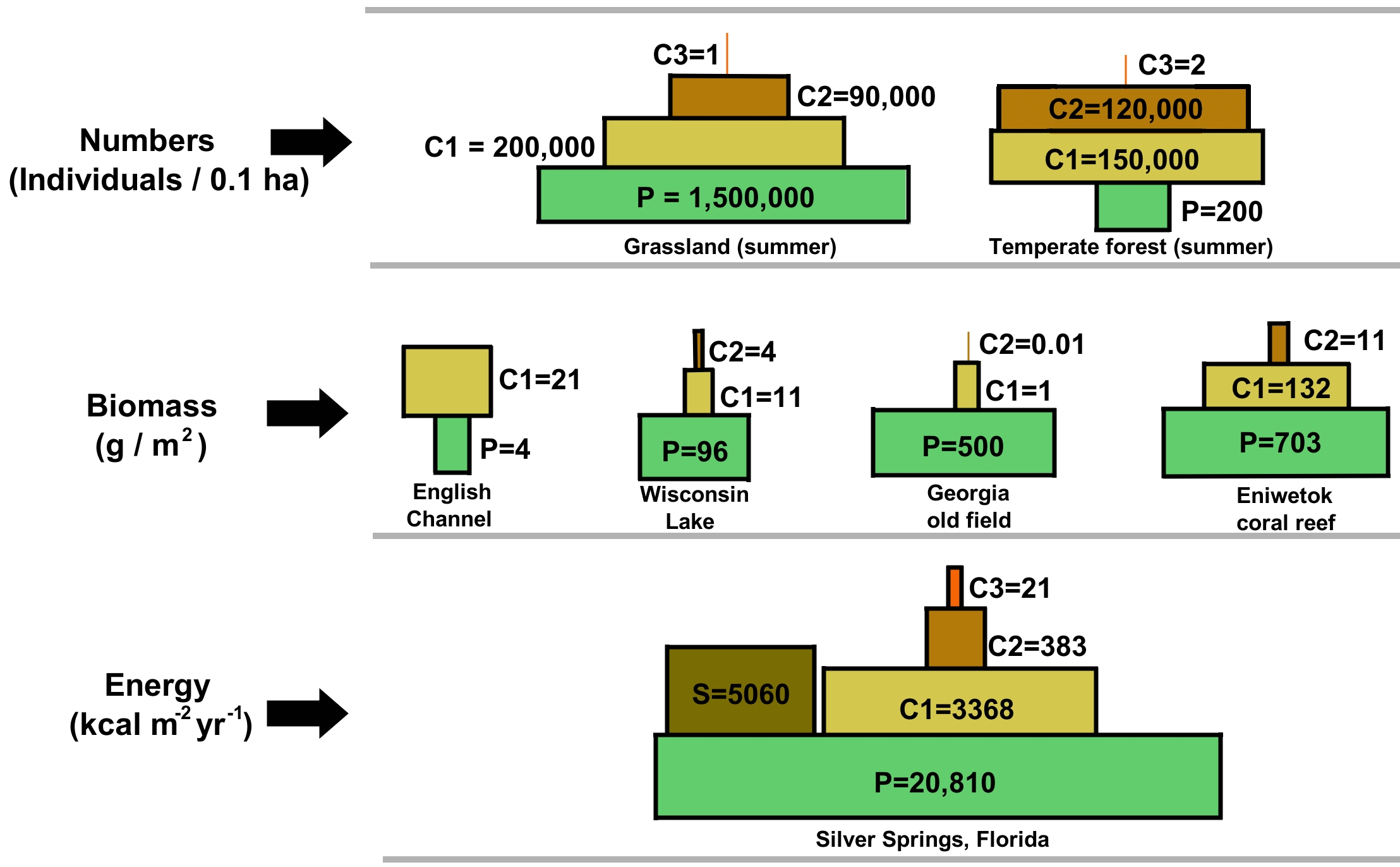
Diversi tipi di piramidi ecologiche: in alto piramidi che illustrano il numero di individui, in mezzo piramidi che illustrano la biomassa, in fondo una piramide che illustra il flusso di energia. Con P sono indicati i produttori, C1 i consumatori primari, C2 i consumatori secondari, C3 i consumatori terziari, S i decompositori.

Una piramide ecologica è una rappresentazione della rete alimentare dove ogni livello trofico costituisce un livello della piramide. La larghezza del livello può essere riferita al numero di individui in quel livello trofico, alla biomassa (espressa, ad esempio, in grammi su metro quadrato), oppure al flusso di energia (espresso, ad esempio, in calorie per metro quadrato per anno).
Poiché ogni livello trofico assimila solo una piccola parte dell'energia assimilata dal livello trofico precedente, in una piramide ecologica relativa al flusso di energia ogni livello sarà sempre più piccolo del livello sottostante (da qui il nome di piramide). Generalmente questo è vero anche per piramidi relative alla biomassa o al numero di individui, anche se ci sono eccezioni nelle quali la piramide può essere capovolta: ad esempio in un ecosistema acquatico dove il fitoplancton ha una biomassa minore rispetto a quella dello zooplancton, compensata però da ritmi di riproduzione molto più rapidi; oppure in un bosco, dove pochi alberi con molta biomassa supportano numerosissimi piccoli organismi consumatori.
Le piramidi ecologiche generalmente sono composte da 3 o 4 livelli trofici, raramente di più: dato che ad ogni passaggio buona parte dell'energia a disposizione viene dispersa, bastano pochi passaggi perché non rimanga energia sufficiente a supportare un nuovo livello trofico.

### Dinamiche trofiche
In una rete alimentare, generalmente, ogni nodo ha un effetto sui nodi a cui è collegato tramite relazioni trofiche. Ad esempio, un'abbondanza di prede favorisce la crescita numerica dei predatori, così come un'abbondanza di predatori aumenta la mortalità delle prede, diminuendone o limitandone il numero. Quindi, una variazione che avviene in un nodo può avere un effetto che, attraverso la rete, può propagarsi a molti altri nodi. Ad esempio, una drastica riduzione del fitoplancton può causare la diminuzione dell'abbondanza di zooplancton, ma anche dei pesci che si cibano di zooplancton, dei pesci piscivori e degli uccelli che si cibano di pesce.

## Storia
Uno dei primi ad introdurre il concetto di rete alimentare è John Bruckner, nel 1767, descrivendo la natura come "una continua rete di vita". Anche Charles Darwin nei suoi scritti citò spesso la "rete della vita", o "rete di complesse relazioni".
Una pietra miliare per le reti alimentari è il libro Animal ecology di Charles Elton del 1927, che introdusse concetti come ciclo degli alimenti, catena alimentare e specie trofiche. Successivamente, altri passi avanti vennero fatti con l'articolo di Raymond Lindeman nel 1942 sulle dinamiche trofiche.

## Studio delle reti alimentari
Esistono due modi di vedere una rete alimentare:
- matrice di adiacenza: è una matrice quadrata di dimensione {\displaystyle N\times N}, dove {\displaystyle N} è il numero di specie. Un coefficiente uguale a 1 significa che la specie-riga è predata dalla specie-colonna. Un coefficiente uguale a 0 indica mancanza di interazione tra specie;
- grafo orientato: ad ogni matrice di adiacenza è possibile associare un grafo orientato. In questo caso i nodi (o vertici o spigoli) del grafo rappresentano le specie, mentre gli archi orientati rappresentano il trasferimento di biomassa ed energia dal nodo di partenza (preda) a quello di arrivo (predatore).